# Freedom (Oklahoma)
Freedom és un poble dels Estats Units a l'estat d'Oklahoma. Segons el cens del 2000 tenia 271 habitants.

## Demografia
Segons el cens del 2000, Freedom tenia 271 habitants, 108 habitatges, i 77 famílies. La densitat de població era de 299 habitants per km².
Dels 108 habitatges en un 35,2% hi vivien nens de menys de 18 anys, en un 58,3% hi vivien parelles casades, en un 10,2% dones solteres, i en un 27,8% no eren unitats familiars. En el 25% dels habitatges hi vivien persones soles el 12% de les quals corresponia a persones de 65 anys o més que vivien soles. El nombre mitjà de persones vivint en cada habitatge era de 2,51 i el nombre mitjà de persones que vivien en cada família era de 2,97.
Per edats la població es repartia de la següent manera: un 29,2% tenia menys de 18 anys, un 6,6% entre 18 i 24, un 26,2% entre 25 i 44, un 21,4% de 45 a 60 i un 16,6% 65 anys o més.
L'edat mediana era de 38 anys. Per cada 100 dones de 18 o més anys hi havia 86,4 homes.
La renda mediana per habitatge era de 36.250 $ i la renda mediana per família de 38.500 $. Els homes tenien una renda mediana de 31.458 $ mentre que les dones 22.500 $. La renda per capita de la població era de 20.255 $. Entorn del 5,4% de les famílies i el 9,3% de la població estaven per davall del llindar de pobresa.

## Poblacions més properes
El següent diagrama mostra les poblacions més properes.